# 剑唇鱼
剑唇鱼（学名：Xiphocheilus typus）为輻鰭魚綱鱸形目隆頭魚亞目隆头鱼科剑唇鱼属的鱼类。分布于印度尼西亚以及中国南海等海域，棲息深度15-85公尺，體長可達12公分，棲息在平坦的沙石底質海域，生活習性不明，可作為食用魚。该物种的模式产地在Nias。